# Pávai Antal
Pávai Antal, Pável (Ószőny, 1851. április 20. – Tata, 1937. október 10.) római katolikus plébános. 

## Élete
Felszentelték 1874. július 30-án; segédlelkész volt Szentjánoson (Győr megye). Pável családi nevét 1876-ban változtatta Pávaira. Később Máriakálnokon (Moson megye) lett plébános, ahol 24 évig szolgált. Megújította az ottani kegykápolnát és megírta annak történetét, amely több kiadást is megért. A Moson megyei a törvényhatósági bizottságnak több évig tagja volt. 1928-ban vonult nyugdíjba, majd Tatára költözött a rokonaihoz. Saját kívánságára a neszmélyi családi sírboltban helyezték végső nyugalomra.
Növendékpap korában írt verseket és elbeszéléseket, később egyéb cikkeket is a Katholikus Néplapba, Magyar Államba és több fővárosi és vidéki lapba. Közölt néhány szent beszédet az Isten Igéjében.

## Műve
- A kálnoki csodatevő Mária-szobor, kegykápolna és szentkút története. 1553-1903. Bp., 1903

### Kéziratban
- A kis Katekizmus magyarázata, Schmitt J. hitelemzései a magyar kátéra alkalmazva